# Bladrosett
Bladrosett är ett arrangemang av bladen på en växt. En bladrosett sitter långt nere på växten, nära marken. Bladen är fästade nära varandra på stammen och sträcker sig i många olika riktningar ut från stammen. Ett blad i en bladrosett kan kallas rosettblad. 
En rosettväxt växer i form av en rosett. Exempel på rosettväxter är agave, ananas, blåsippa, fingerborgsblomma och daggkåpa.

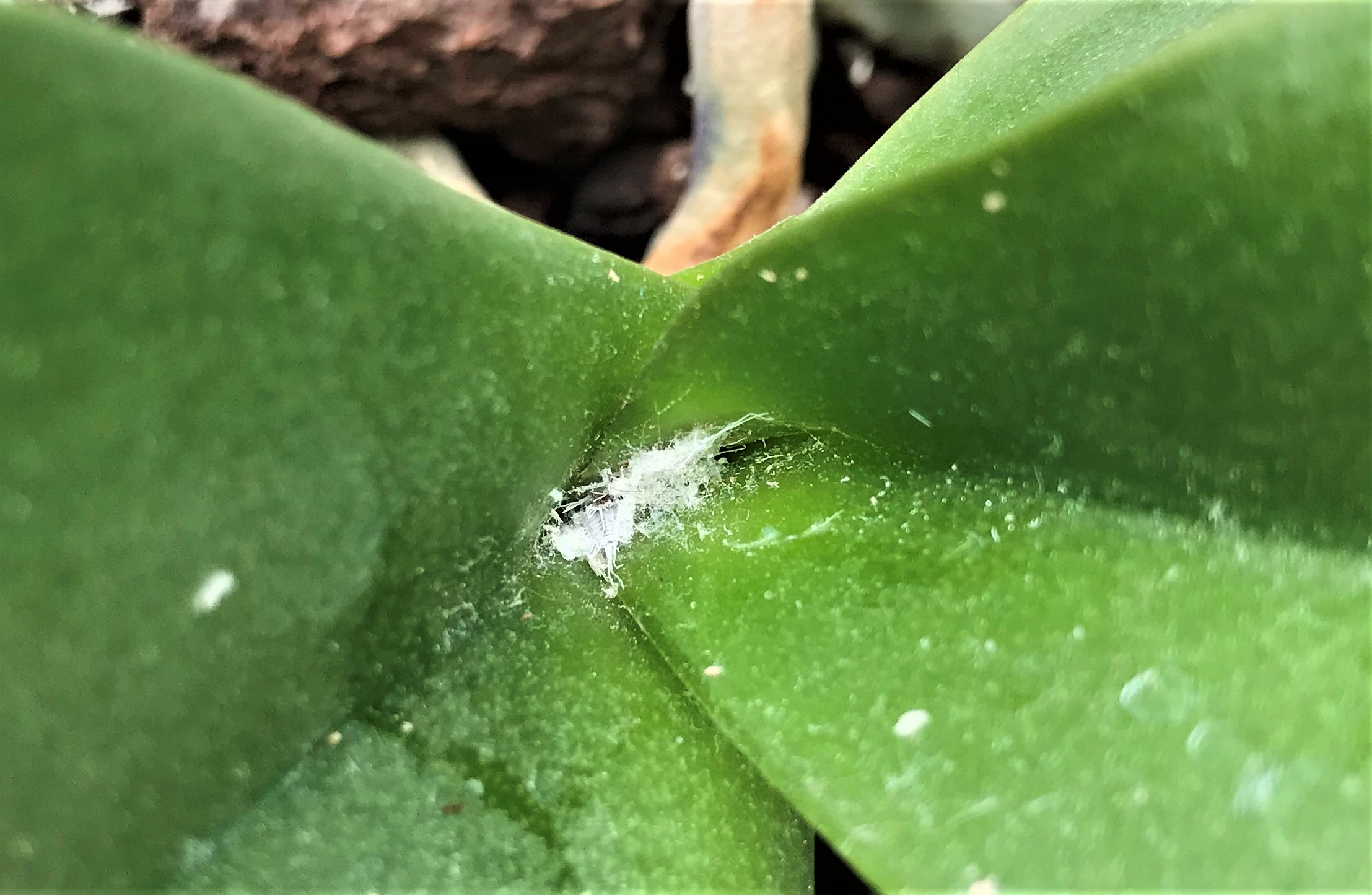
Ullöss nere i bladrosetten på en mönjelilja.
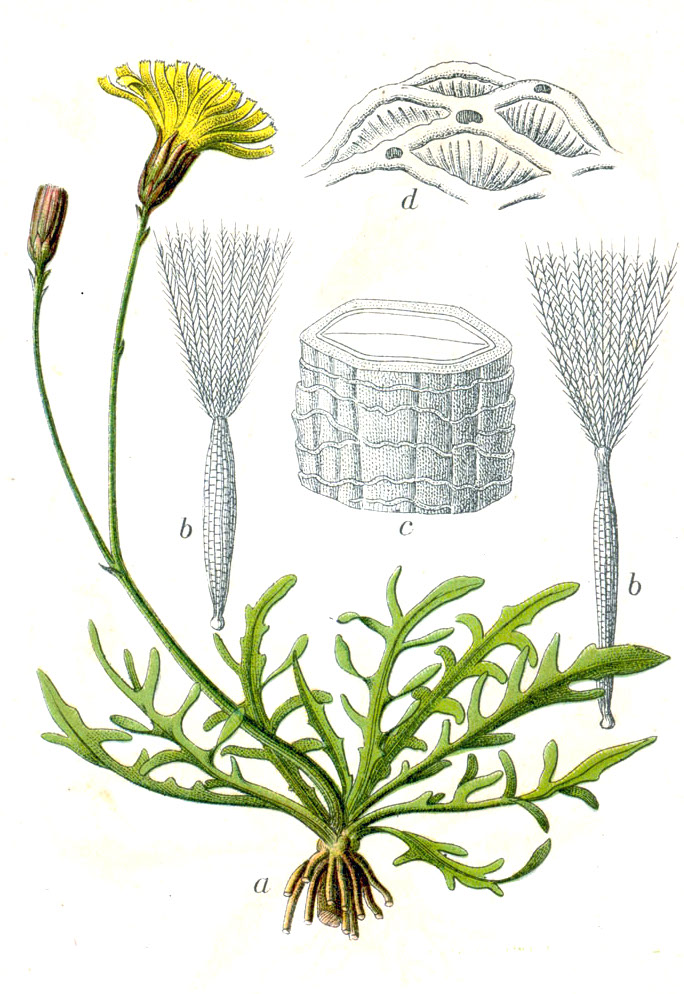
På höstfibbla är alla bladen rosettblad.